# Bahnhof Wien Stadlau
Der Bahnhof Wien Stadlau ist die größte Bahnanlage im 22. Wiener Gemeindebezirk, Donaustadt, und erstreckt sich von der Neuhaufenstraße bis zur Hirschstettner Straße. Neben dem eigentlichen Bahnhof Wien Stadlau und der dazugehörenden Haltestelle Wien Erzherzog-Karl-Straße umfasst er die Frachtenbahnhöfe Stadlau und Stadlau-Nord. Seit 2010 besteht hier eine Station der U-Bahn-Linie U2.
Die Haltestelle Wien Erzherzog-Karl-Straße befindet sich im nördlichen Bereich der weitläufigen Güterzugsgleisanlagen des Bahnhofs Stadlau an der Abzweigung der Marchegger Ostbahn von der Laaer Ostbahn.

## Geschichte
Der Bahnhof Stadlau wurde am 24. November 1870 von der Österreichisch-ungarischen Staatseisenbahngesellschaft (StEG) in Betrieb genommen. Hier verzweigen sich seit damals die Laaer Ostbahn (bis 1945 eine der beiden Wiener Bahnverbindungen mit Brünn) und die Marchegger Ostbahn Richtung Pressburg (einst Strecke des klassischen Orientexpress). Die Züge beider Strecken gehen vom Wiener Hauptbahnhof (damals Wien Ostbahnhof) aus, vom 2010 stillgelegten Stadlauer Bahnhofsgebäude 10,5 km entfernt. Die Haltestelle Wien Erzherzog-Karl-Straße liegt bei Streckenkilometer 11,3. Mit dem Bau der Ostbahn und der 1875 abgeschlossenen Wiener Donauregulierung entwickelte sich das vorher unbedeutende Dorf Stadlau zum größeren Eisenbahner- und Industriestandort, der 1904 nach Wien eingemeindet wurde.
Der Bahnhof hatte von Beginn an große Bedeutung als Trennungs- und Güterbahnhof, bei seiner Inbetriebnahme bestand er aus insgesamt 20 Gleisen mit einer Länge von 1.523 m sowie rund 100 Weichen. Neben dem Aufnahmsgebäude der StEG-Klasse II befand sich weiters ein Personalwohnhaus mit Post- und Telegraphenamt im Erdgeschoß sowie ein Frachtenmagazin und eine Zugförderung mit zwei viergleisigen Heizhäusern, einer dazwischen liegenden Drehscheibe sowie einer Werkstätte.
Der steigenden Bedeutung als Trennungs- und Vereinigungsbahnhof vor Wien entsprechend mussten die Gleisanlagen schon bald erweitert werden. Bereits 1872 wurde eine Strecke nach Süßenbrunn zum Anschluss an die Nordbahn in Betrieb genommen. 1897 erfolgte eine großzügige Erweiterung, die ein Zuwachs an Gleisen in einer Länge von 4.000 m sowie 25 Weichen brachte. 1904 waren 30 Bahnbeamte und 590 Unterbeamte bzw. Stationsdiener beschäftigt, die Zahl der Abfertigungen belief sich auf rund 120 Züge pro Tag. 1909 übernahmen die k.k. Staatsbahnen den Betrieb. Im Zuge der Errichtung des Verschiebebahnhofs Breitenlee kam es bis 1916 zu Erweiterungen.
Aufgrund der zu schwach dimensionierten Ostbahnbrücke, welche nur geringe Achslasten zuließ, mussten in Stadlau stets ältere und damit leichte Lokomotiven für Zug- und Schiebedienste bereitgehalten werden. Ein Einsatz stärkerer moderner, jedoch zu schwerer Maschinen war damit nicht möglich. Zu schwere Züge wurden geteilt und getrennt über die Brücke geführt.
Nach dem Ersten Weltkrieg kam es kurzzeitig zu einem Einbruch, jedoch trieb die Nachkriegskonjunktur den Wagenumsatz auf zeitweise fast 4.000 Waggons ins 24 Stunden, ein Wert der selbst später nicht mehr erreicht wurde. Nach dem Beginn der Weltwirtschaftskrise musste der Personalstand reduziert werden, das Heizhaus wurde eine Nebenstelle der Zugförderung Wien Ost.
Nach dem Anschluss Österreichs stieg die Bedeutung des Bahnhofs, speziell nach der Annexion der Tschechoslowakei, wieder an und die vorhandenen Anlagen genügten bald nicht mehr den Anforderungen der Deutschen Reichsbahn. Ein sechsgleisiger Vorbahnhof mit Abrollberg sowie eine Anschlussstrecke nach Leopoldau wurden errichtet. Am 6. Oktober 1941 wurde die im Bahnhof abzweigende Ölhafenbahn in die Lobau in Betrieb genommen, diese sorgte für eine weitere Steigerung des Verkehrsaufkommens. Zu Kriegsende lag der Bahnhof im Frontgebiet und wurde schwer in Mitleidenschaft gezogen. Sämtliche Weichen wurden von den abziehenden Eisenbahnern gesprengt und die beiden Heizhäusern mitsamt den darin befindlichen Lokomotiven in Brand gesteckt.
Nach Kriegsende wurden die Bahnanlagen instand gesetzt, Stadlau blieb trotz des Falls des Eisernen Vorhanges weiterhin durch die vielen Anschlussbahnen ein wichtiger Güterbahnhof. In der Nachkriegszeit waren in Stadlau viele alte Lokomotivtypen wie beispielsweise die Loks der ÖBB-Baureihe 55 stationiert. Nach Auflassung des Verschiebebahnhofs Strasshof wurden dessen Aufgaben dem Bahnhof Stadlau übertragen, der jedoch für einen Durchsatz von rund 1.300 Wagen pro Tag zu Zeiten der Getreideernte nicht ausgelegt (Kapazität für nur für 1.000 Wagen) und dementsprechend überlastet war. In den Jahren 1973/74 erfolgte die Elektrifizierung des Bahnhofes sowie der Strecke nach Süßenbrunn, ab 1976 wurde der Bahnhof an das Wiener Schnellbahnnetz angeschlossen.
Im Jahr 1979 wurde ein Spurplanstellwerk in Betrieb genommen, welches 1996 durch ein elektronisches Stellwerk ersetzt wurde. Im Dezember 2009 erfolgte die Umbenennung der gesamten Anlage in Stadlau Frachtenbahnhof.

## Neubau und Verbindungsbauwerk

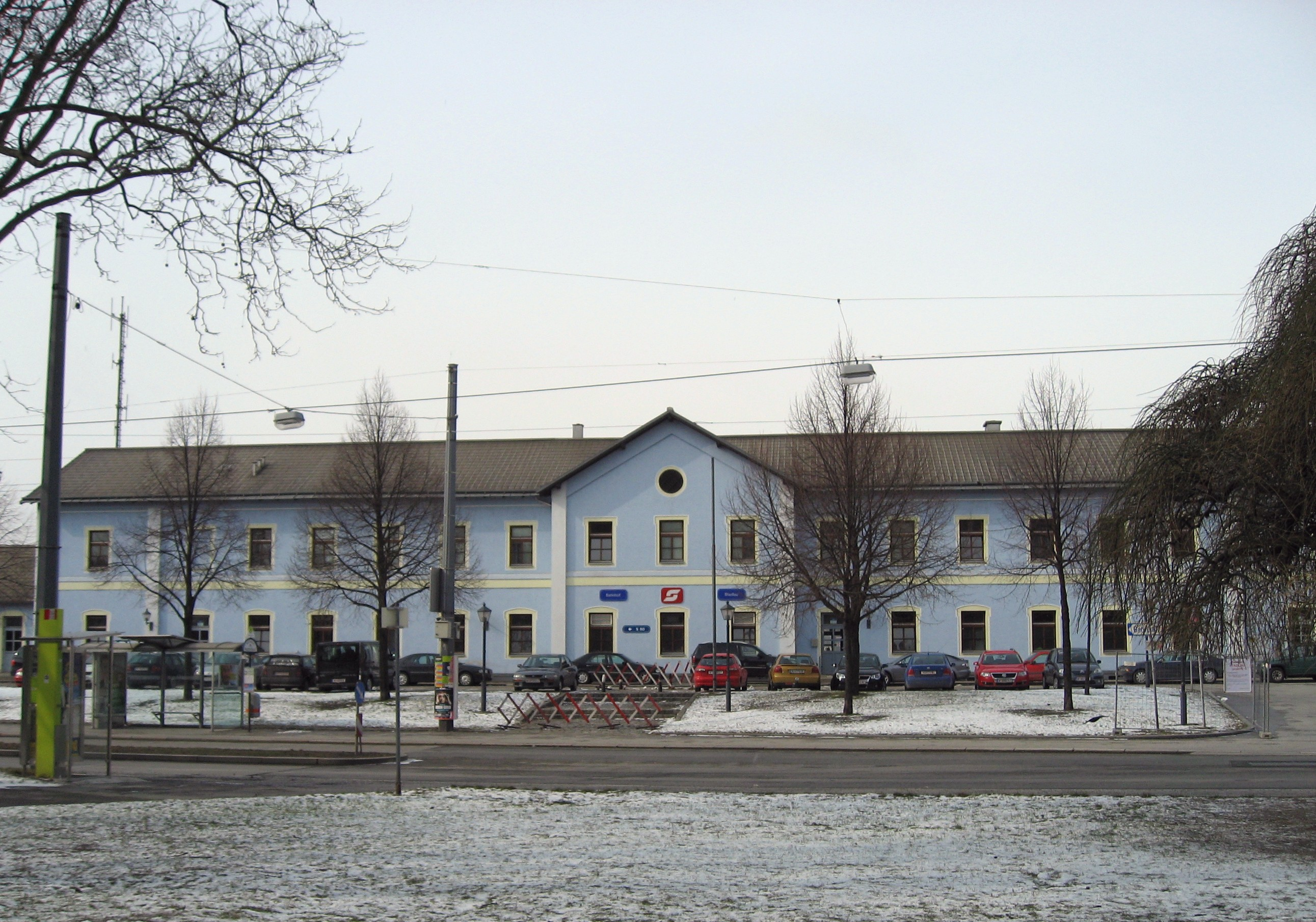
Das historische Aufnahmsgebäude

Am 2. Oktober 2010 wurde ein neues Verbindungsbauwerk als Umsteigeknoten zwischen den Zügen der ÖBB (S-Bahn-Linie S80 und Regionalzüge) und der U-Bahn-Linie U2 eröffnet. Gleichzeitig wurden die alten Bahnsteige des historischen Bahnhofsstandorts auf Höhe der Straße Am Bahnhof aufgelassen. Die neu errichteten Bahnsteige liegen weiter südlich an der Kaisermühlenstraße und sind jeweils als Doppelbahnsteig für die ÖBB und die U-Bahn konzipiert, mittels Rolltreppen, festen Stiegen und Aufzügen verbunden.
Das Verbindungsbauwerk erstreckt sich von der Neuhaufenstraße (südlicher Ausgang des ÖBB-Bahnsteiges) bis zur Konstanziagasse (nördlicher Ausgang des U2-Bahnsteiges). Die U-Bahn-Station Stadlau ist zudem die höchstgelegene Station im Wiener U-Bahn-Netz.
2011 wurde der Umfang des Zugbetriebs mit täglich rund 180 Güter- und Dienstzügen sowie 130 Personenzügen angegeben.

### Ausgestaltung
An einem Tragpfeiler an der Ostseite des Stationsgebäudes befindet sich seit 2010 die Figur „Nepomuk“ des Tiroler Künstlers Werner Feiersinger. Sie bezieht sich auf den Brückenheiligen Johannes Nepomuk (um 1350–1392) und entspricht der Silhouette der Nepomukfigur auf der Prager Karlsbrücke. Die Figur wurde von der Kunstschmiede Buchsbaum in Waldhausen, Oberösterreich aus Edelstahl geformt und von Feiersinger rot lackiert.

## Bilder

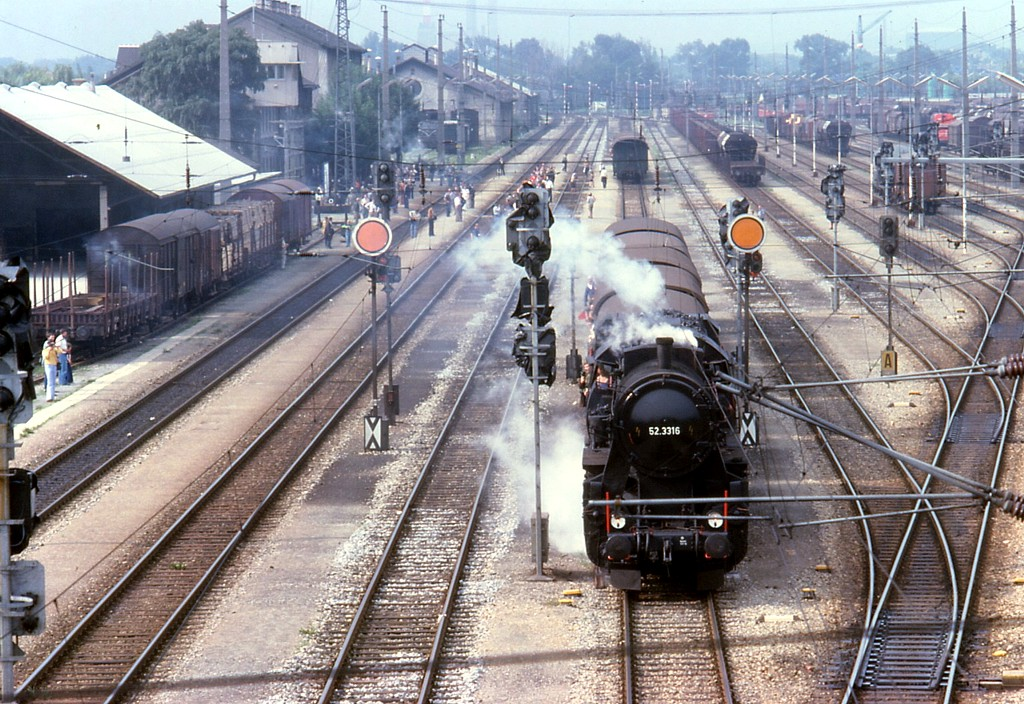
Die Anlagen des Bahnhofs im Jahr 1979
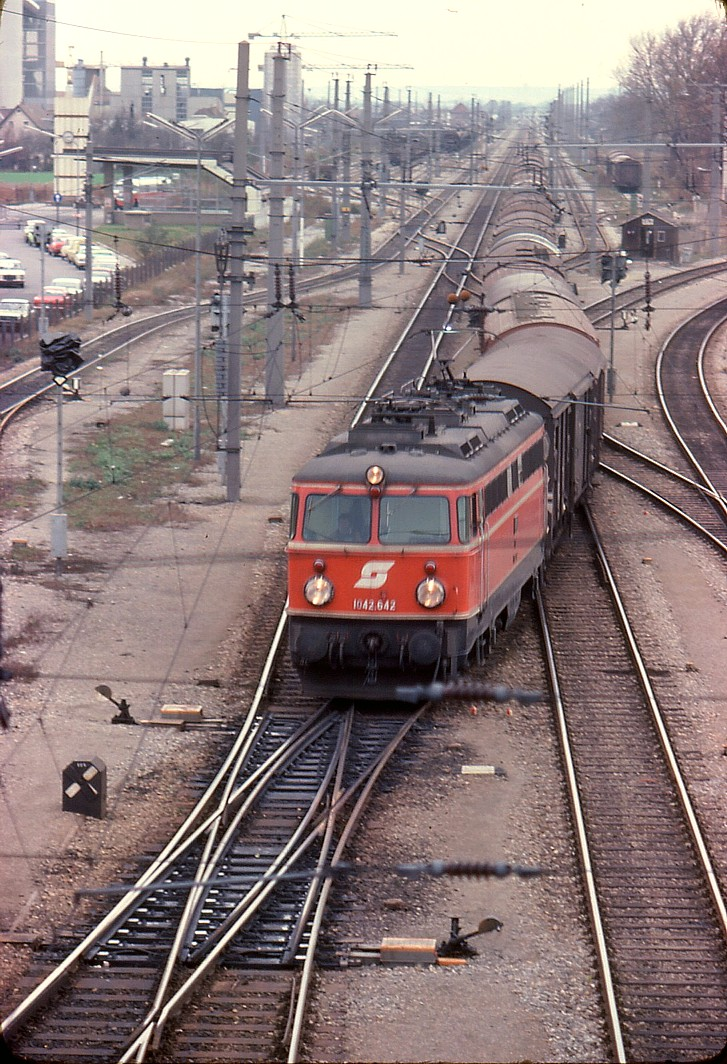
Ein Güterzug mit einer ÖBB 1042, rechts der Abzweig der Marchegger Osrbahn (1977)
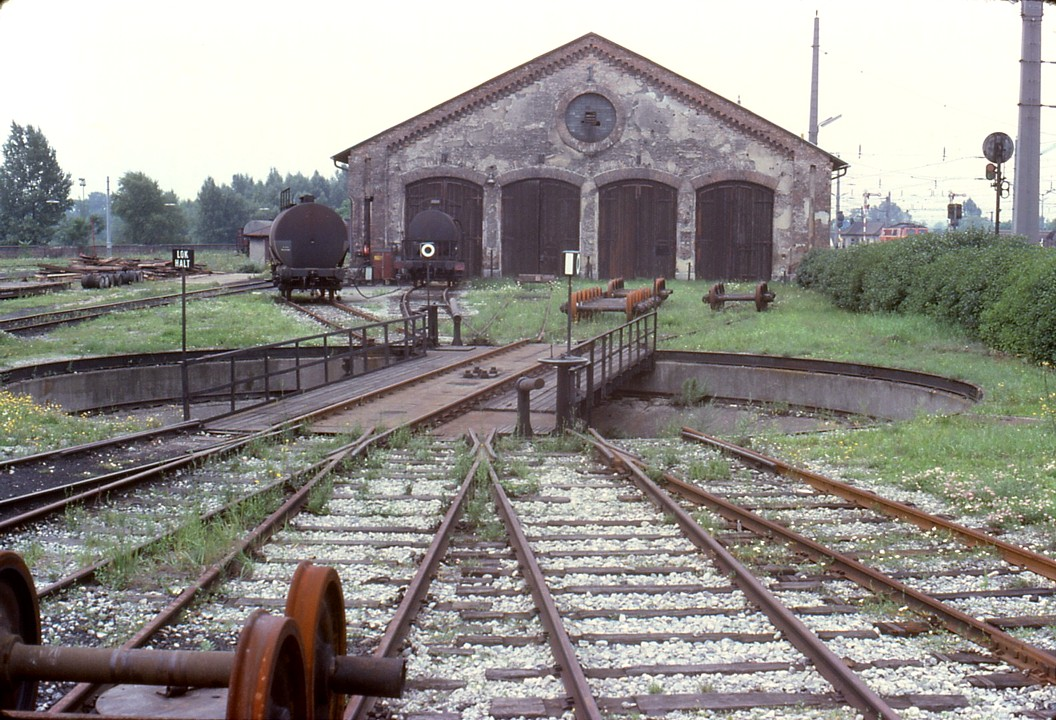
Stillgelegte Heizhäuser mit Drehscheibe (1979)
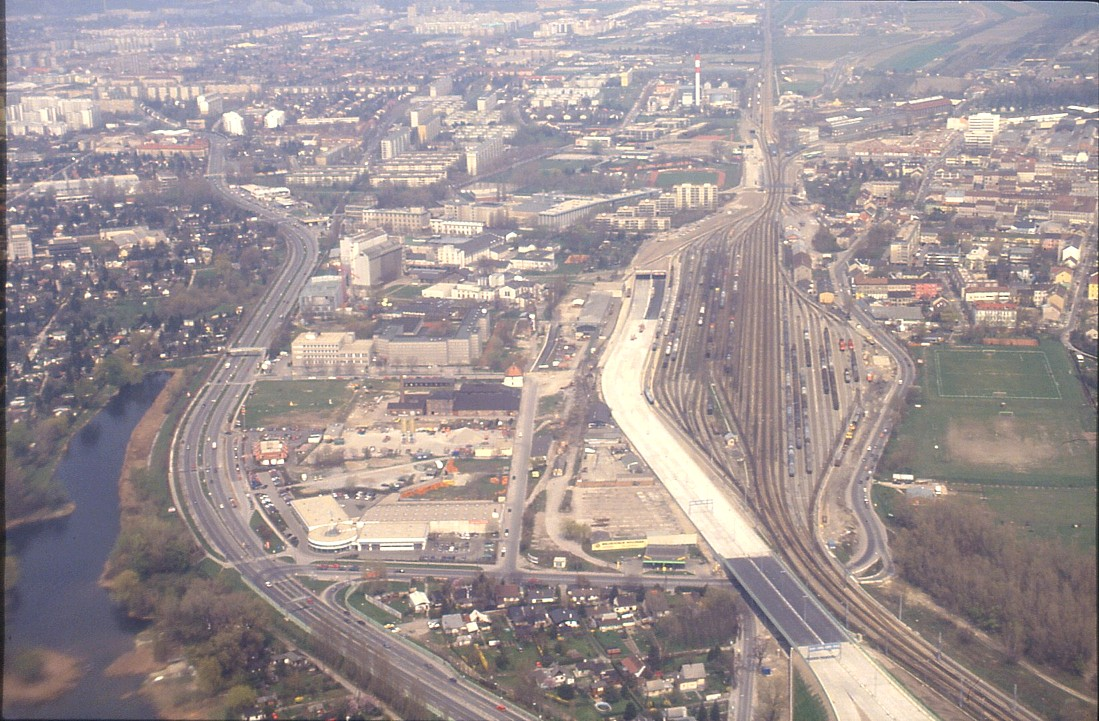
Bahnhof Stadlau mit der Südosttangente im Bau (1993)
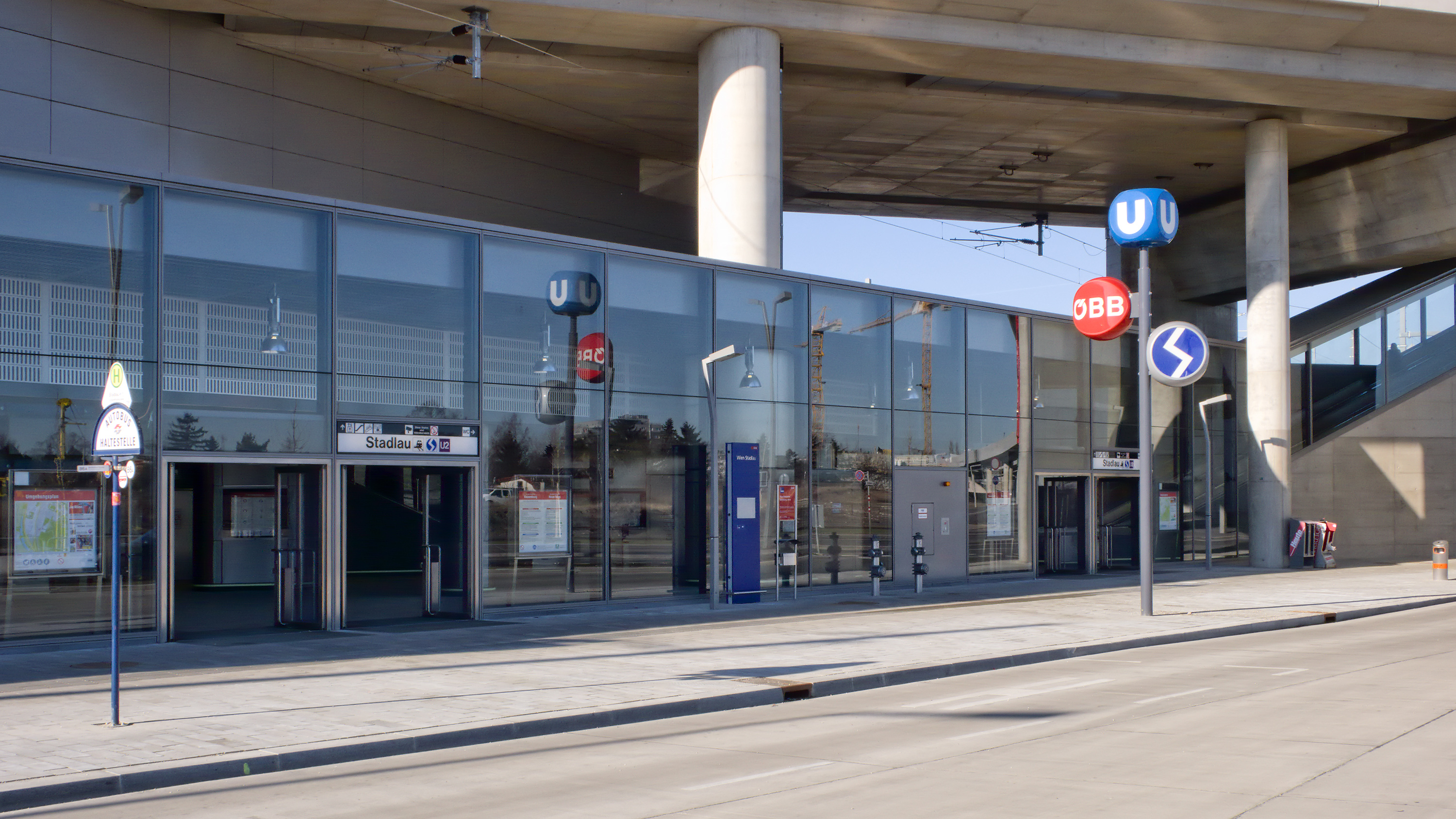
Südseite, Eingang Kaisermühlenstraße
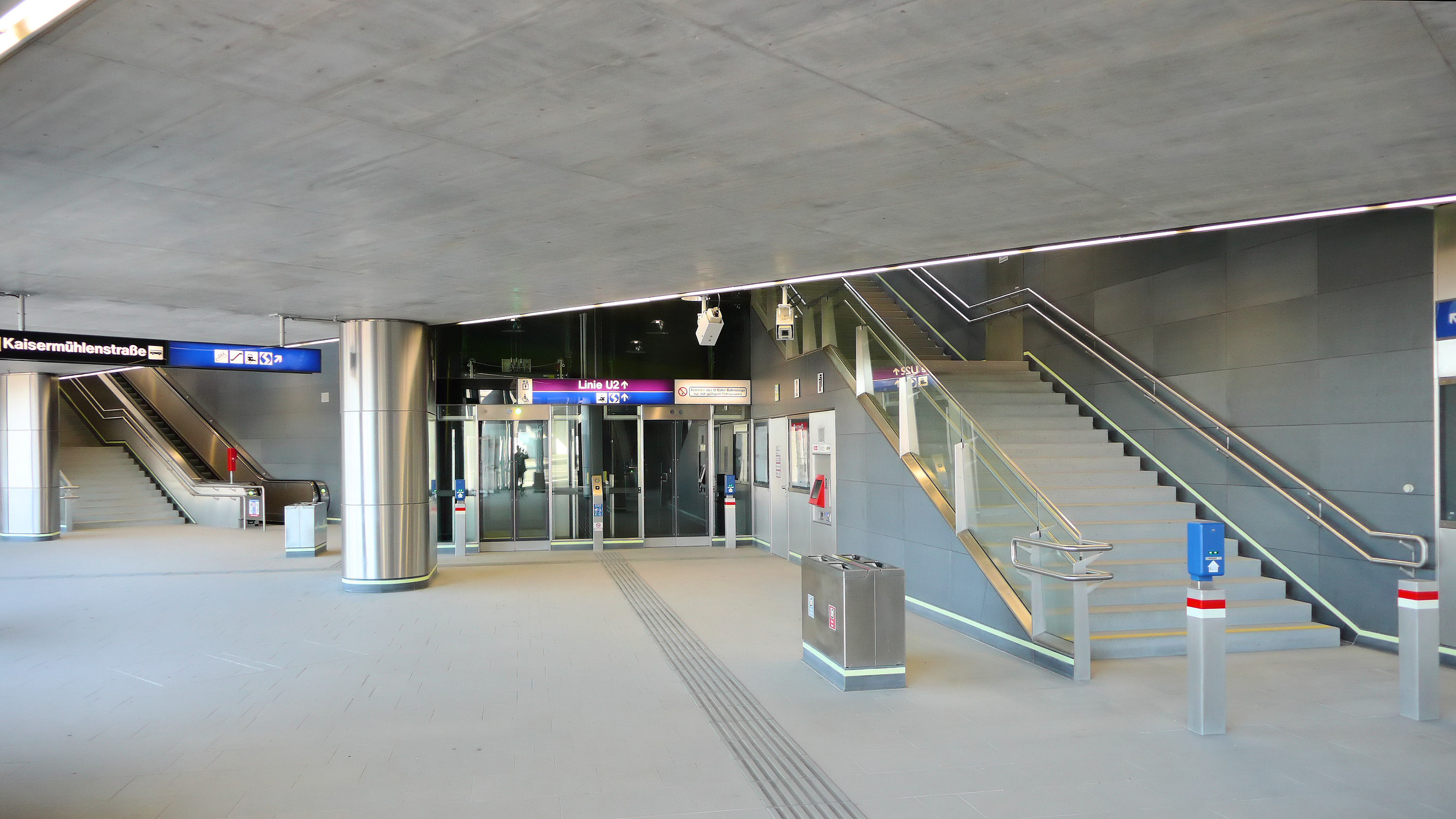
Südseite, Innenansicht
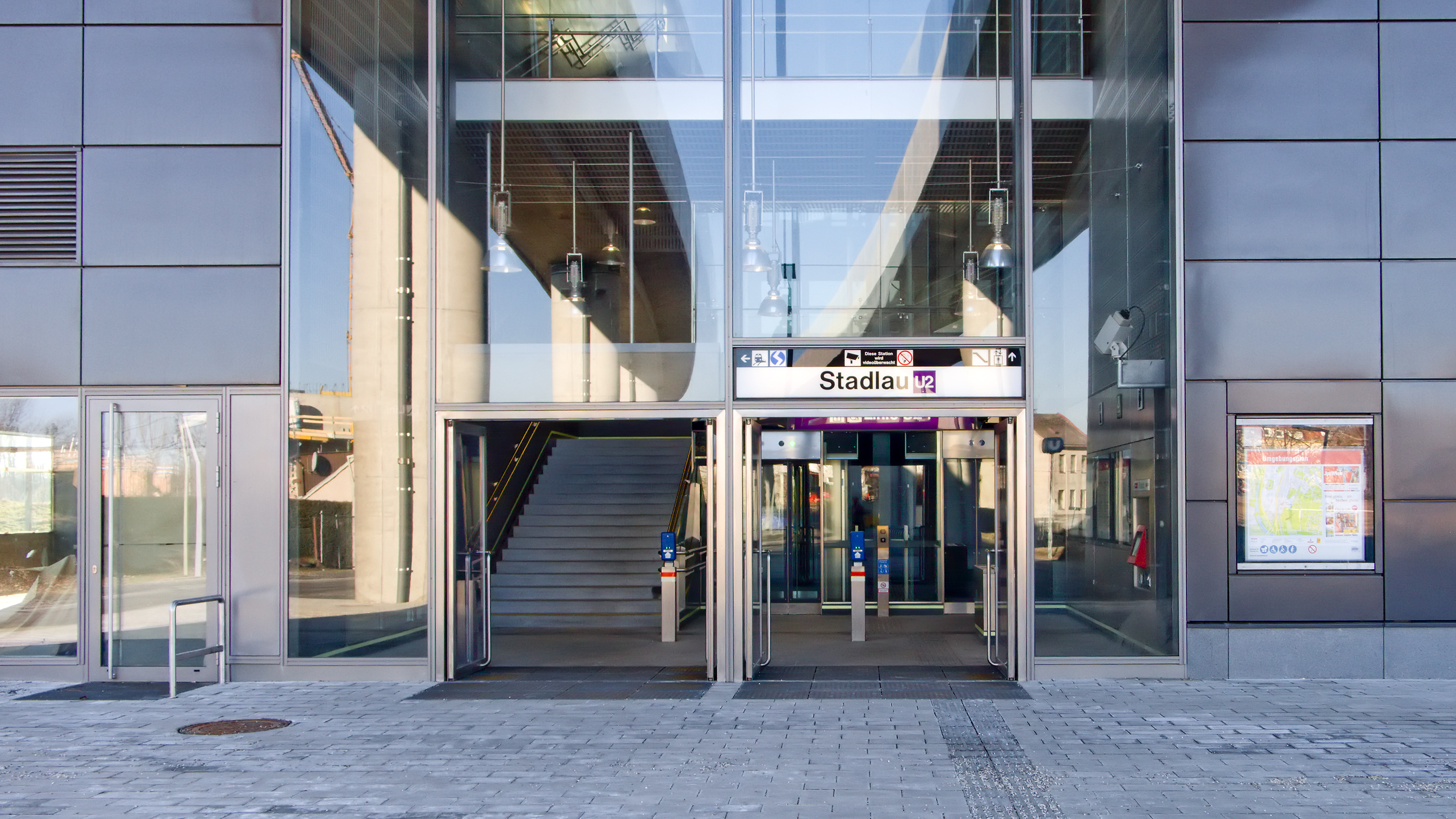
Nordseite, Eingang Konstanziagasse
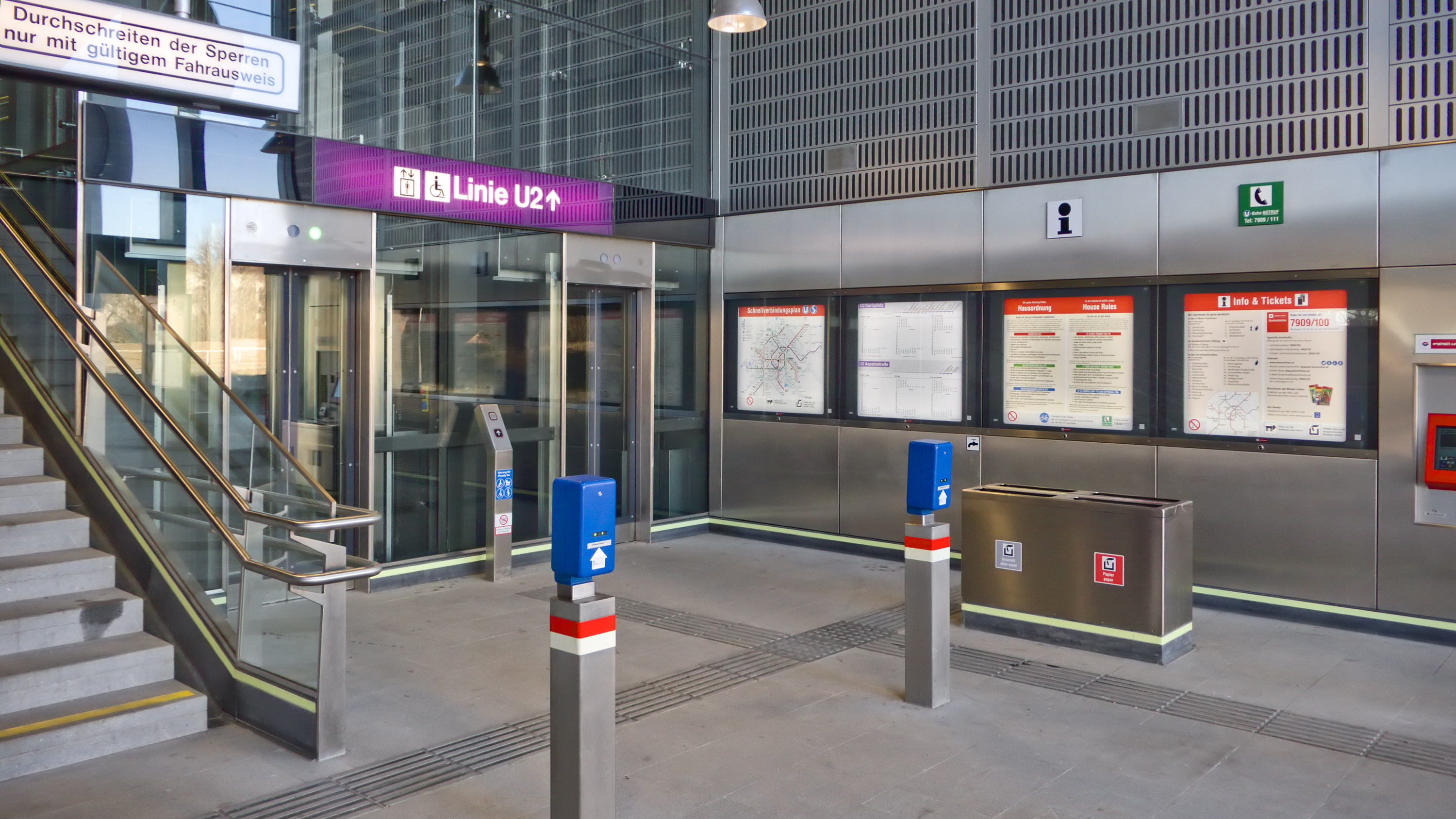
Nordseite, Innenansicht
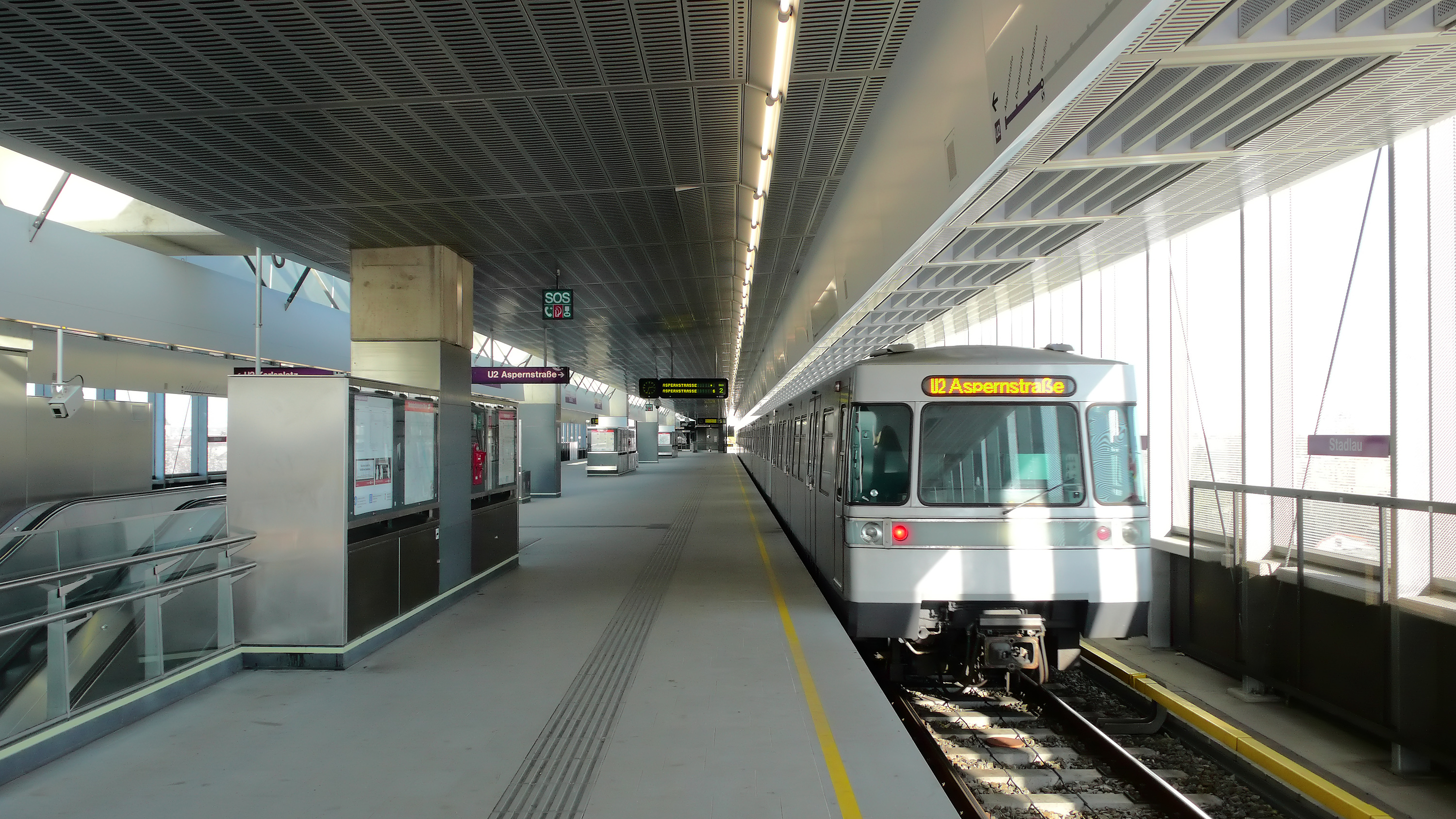
U2-Bahnsteig Richtung Seestadt
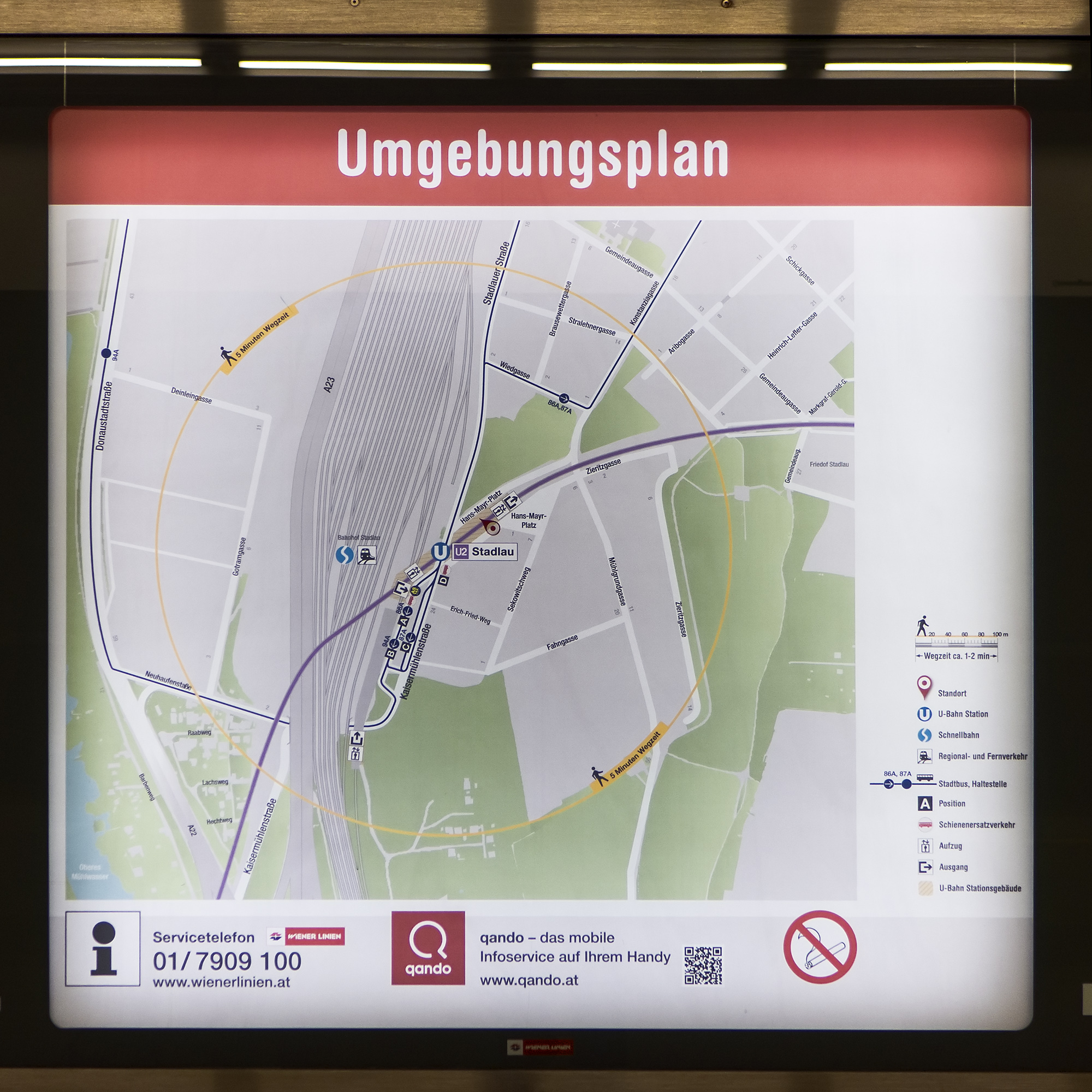
Umgebungsplan
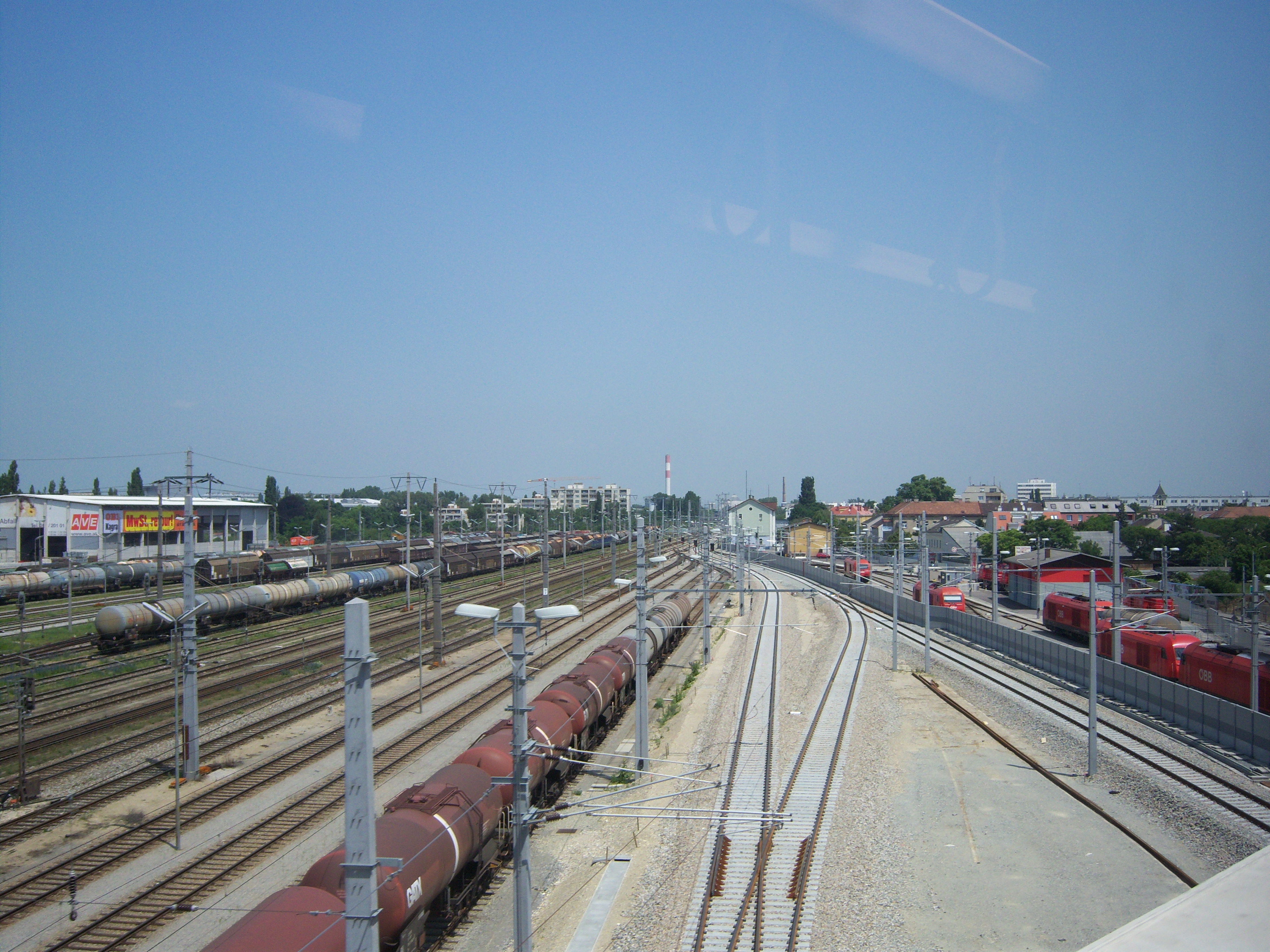
Übersicht über den Frachtenbahnhof
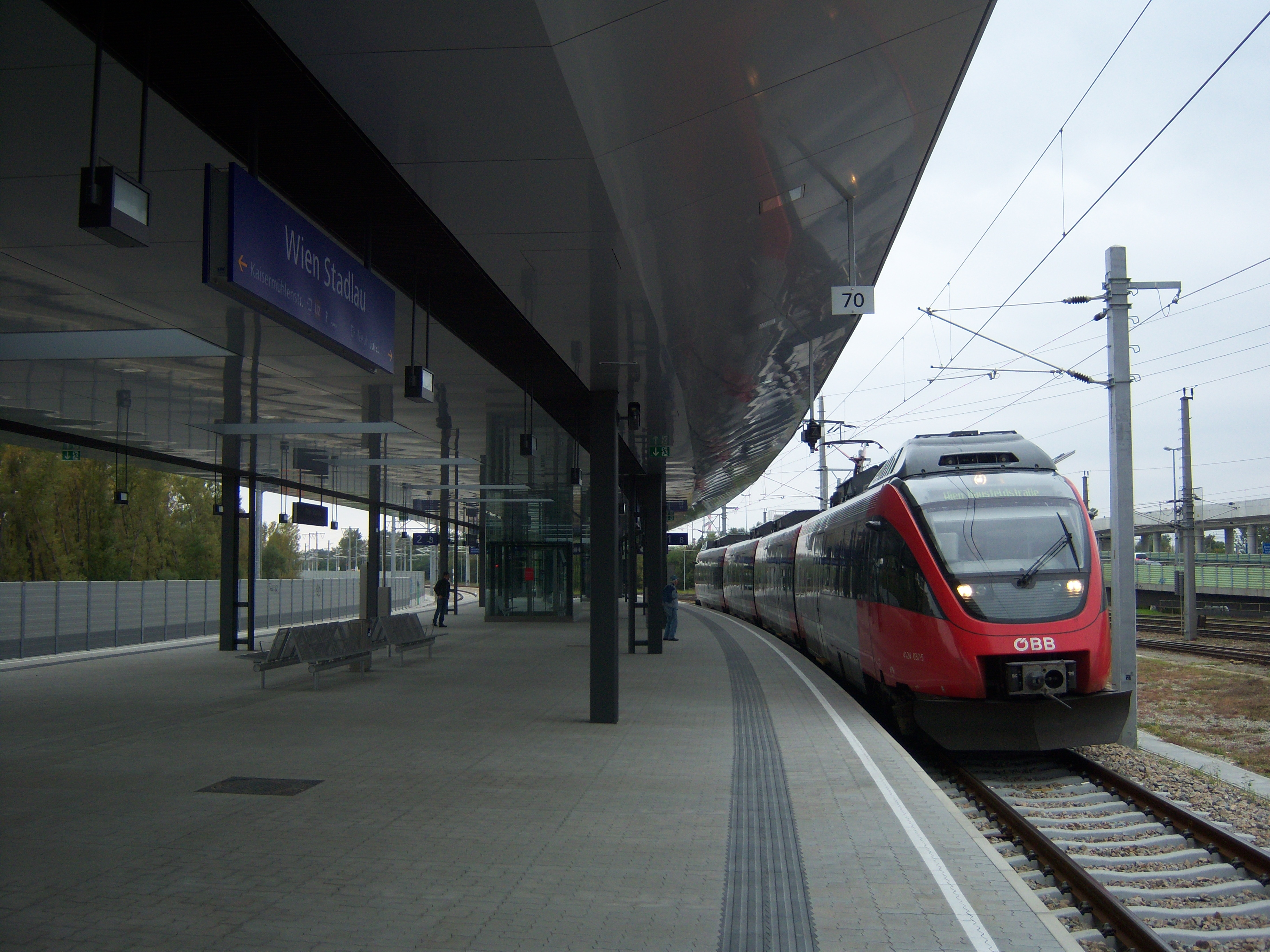
Bahnsteige des S-Bahnhofs Wien Stadlau
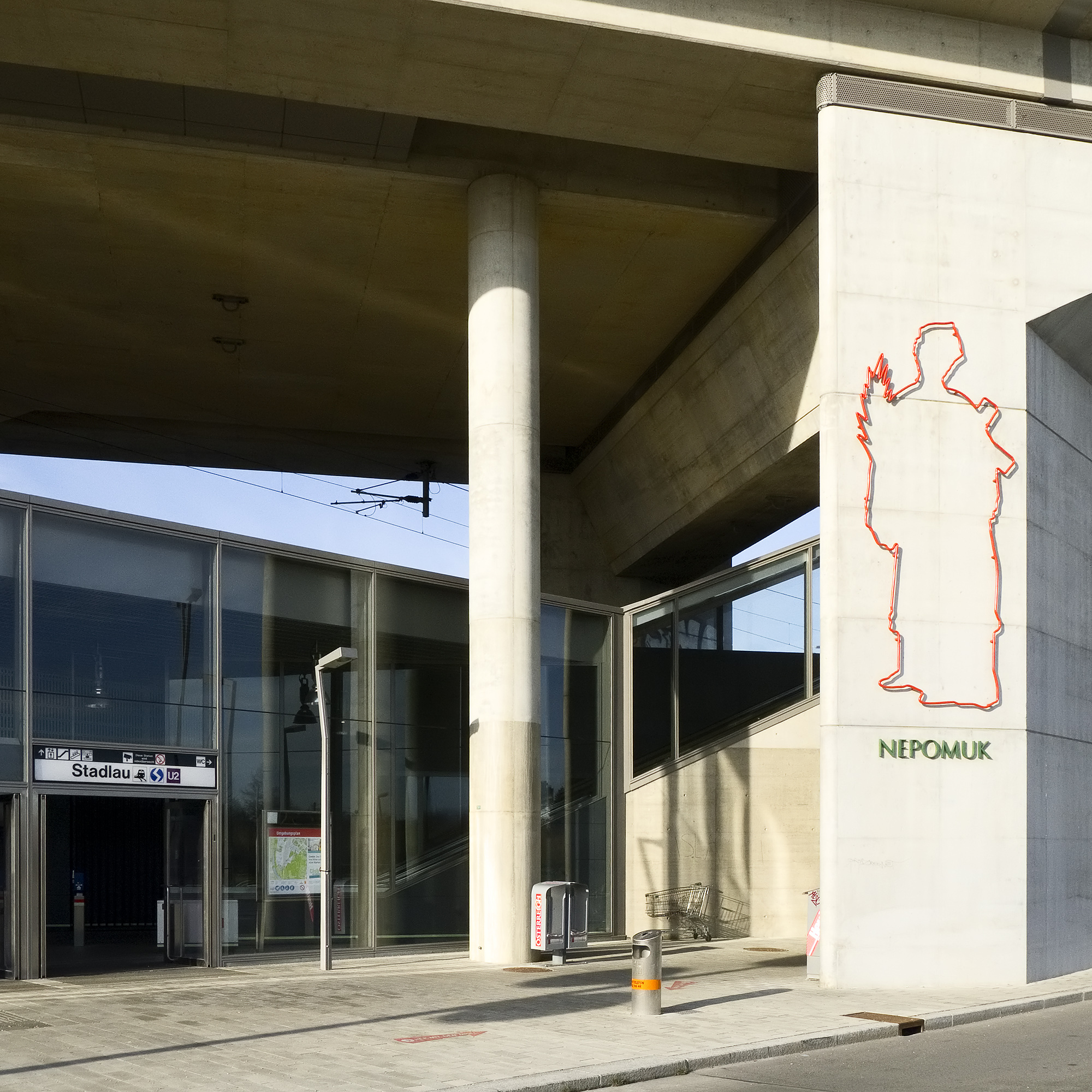
Ausgang der Station und Figur „Nepomuk“
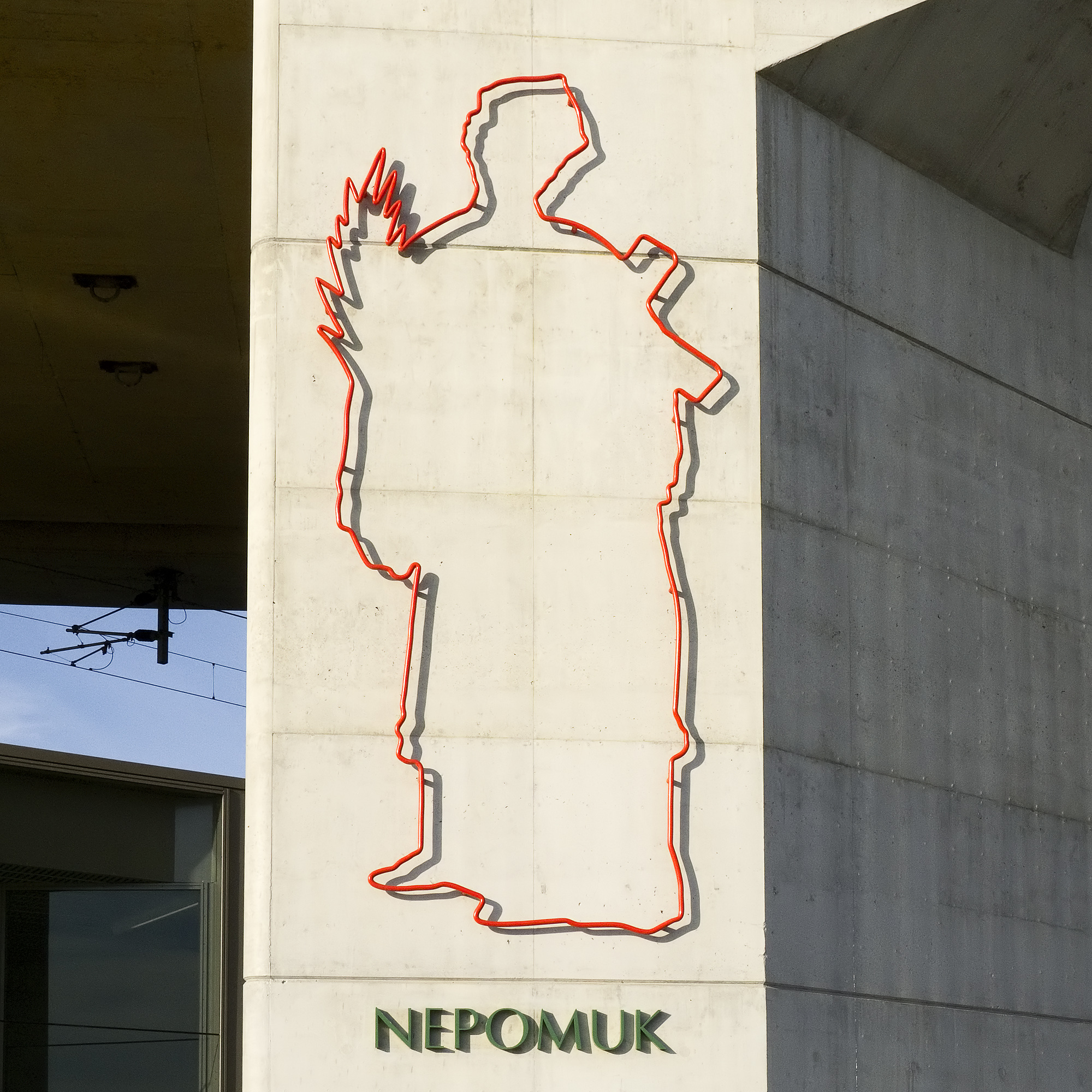
Edelstahl-Figur „Nepomuk“